# Candice Azzara
Candice Azzara, nota anche con lo pseudonimo di Candy Azzara (Brooklyn, 18 maggio 1945), è un'attrice statunitense.

## Biografia
Figlia di Samuel Azzara e Josephine Bravo, si appassiona alla recitazione dopo aver visto La strada di Federico Fellini e, dopo gli studi svolti con Lee Strasberg e Gene Frankel inizia a comparire nei palcoscenici Off-Broadway. Nell'estate del 1965 ha il ruolo di Eva nella commedia in un atto On the First Day, scritta da David Graeme e diretta da Charles Merlis nel 41st Street Playhouse a Manhattan.
Nel 1968 fa il suo debutto a Broadway con il nome di Candy Azzara, nello spettacolo Amanti ed altri estranei. Altre rappresentazioni alle quali prese parte furono Jake's Women di Neil Simon, Cactus Flower di Abe Burrows, Any Wednesday, Barefoot in the Park, sempre di Simon, e The Moon Is Blue di F. Hugh Herbert.
Sul grande schermo appare in una quindicina di film tra il 1971 e il 2017. In televisione, dopo un tentativo fallito di entrare nel casting della serie Arcibaldo nel ruolo di Gloria (prese parte al secondo episodio pilota, nel 1969, Those Were the Days, ma poi la parte venne assegnata a Sally Struthers) apparve nel cast fisso di numerose sitcom come Calucci's Department, Caroline in the City, Casalingo Superpiù, Bolle di sapone e Rhoda. Come guest star è apparsa in serie di grande successo come Il mio amico Arnold, Blue Jeans, The Practice - Professione avvocati, Kojak, Barney Miller, Trapper John, L.A. Law - Avvocati a Los Angeles, CHiPs, Giorno per giorno, Love Boat, Giudice di notte, Mai dire sì, La signora in giallo, E.R. - Medici in prima linea, Sposati... con figli, Joan of Arcadia e molte altre.

## Filmografia

### Cinema
- Chi è Harry Kellerman e perché parla male di me? (Who Is Harry Kellerman and Why Is He Saying Those Terrible Things About Me?), regia di Ulu Grosbard (1971)
- Terapia di gruppo (Made for Each Other), regia di Robert B. Bean (1971)
- Pazzo pazzo West! (Hearts of the West), regia di Howard Zieff (1975)
- Il più grande amatore del mondo (The World's Greatest Lover), regia di Gene Wilder (1977)
- Visite a domicilio (House Calls), regia di Howard Zieff (1978)
- Pastasciutta... amore mio! (Fatso), regia di Anne Bancroft (1980)
- America, America (Pandemonium), regia di Alfred Sole (1982)
- Soldi facili (Easy Money), regia di James Signorelli (1983)
- Galeotti sul pianeta Terra (Doin' Time on Planet Earth), regia di Charles Matthau (1988)
- Eroi di tutti i giorni (Unstrung Heroes), regia di Diane Keaton (1995)
- Preso di mira (Land of the Free), regia di Jerry Jameson (1998)
- The Hungry Bachelors Club, regia di Gregory Ruzzin (1999)
- Prova a prendermi (Catch Me If You Can), regia di Steven Spielberg (2002)
- Ocean's Twelve, regia di Steven Soderbergh (2004)
- One Last Ride - L'ultima corsa (One Last Ride), regia di Tony Vitale (2005)
- In Her Shoes - Se fossi lei (In Her Shoes), regia di Curtis Hanson (2005)
- Little Boy, regia di Alejandro Monteverde (2015)
- In Vino, regia di Leonardo Foti (2017)

### Televisione
- Rhoda – serie TV, 5 episodi (1975-1978)
- CHiPs – serie TV, episodio  4x07 (1980)
- Ai confini della realtà (The Twilight Zone) – serie TV, episodio 1x55 (1986)
- La signora in giallo (Murder, She Wrote) – serie TV, episodio 5x03 (1988)
- Contatto finale (Final Approach), regia di Armand Mastroianni – film TV (2007)
- Rizzoli & Isles – serie TV, episodio 5x06 (2014)